# ランサード
ランサード（葡: Lançados 「放擲されたもの」の意）は、セネガル、ガンビア、カーボベルデ諸島、ギニア、シエラレオネ、および西アフリカ沿岸の他の地域で活動したポルトガル起源の開拓者および冒険家。ユダヤ人が多かったが、しばしば新キリスト教徒もおり、ポルトガルの異端審問による迫害からの逃亡者だった。
ランサードたちはしばしば地元の支配者の一族からアフリカ人の妻を迎えることで、庇護と交易上の優遇を受けていた。慣習的に、外国人は土地所有を禁じられていたので、生産活動に従事できず、交易で生業を立てる必然性があった。アフリカ人の妻は現地の言語や慣習の面で夫の知識不足を補った。時には夫の死後に事業を引き継いで、さらに発展させる女性もいた。
彼らは武器やスパイス、そして時には奴隷を扱う秘密の交易網を確立しており、税金を徴収することができないためポルトガル王の怒りの対象となった。
決して大人数ではなかったが、ランサードとそのアフリカ人の妻や側室、それに彼らから生まれた混血児は、ヨーロッパ人と先住アフリカ人の間の重要な仲介者としての役割を果たした。特にビサウやカシェウなどの港の初期の発展に大きな力を発揮した。
彼らはクリオーロ語と文化の祖となり、間接的にパピアメント語にも影響を与えた。

## 著名なランサード
- ビビアナ・ヴァス（英語版） （1630年頃 - 1694年以降）